# 西広島タイムス
西広島タイムス（にしひろしまタイムス）は、広島県広島市の西区以西（己斐町以西の西区・佐伯区・廿日市市）を中心に発行していた週刊のフリーペーパーだった。

## 概要
- 発行元：株式会社エル・コ(商業印刷会社)

広島県広島市西区商工センター7丁目5-17
- 以前の部数は約128,000部。毎週金曜日発行で、全戸無料配布されていたが、現在は月刊になり、公称60,000部になった。
- 紙媒体と連動のイベントも主催していた。

## 配布地域
- 広島市西区の一部
- 広島市佐伯区の一部
- 廿日市市の一部

## 紙面構成
タブロイド判カラー、以前は16～24ページ。地元のニュースやイベント告知、読者投稿欄、テレビ欄がある。収益は紙面内の求人広告・一般広告で成り立っている。現在の誌面は4ページのみに大幅減少。

## 歴史
- 1987年11月13日創刊。広島市中区の印刷会社「レンズ印刷株式会社」が廿日市市（当時は廿日市町）に子会社「株式会社西広島タイムス」を設立して発行開始。廿日市市を中心に19,600部。ブランケット判。
- 1988年10月：大野町7,300戸にも配布開始。
- 1989年10月：第一回タイムス杯ゴルフコンペ開催。（以降年数回のペースで開催されている）
- 1990年：広島市西区庚午エリアに配布開始。一時は己斐地区にも配布していた。
- 1991年：レンズ印刷株式会社が「株式会社エル・コーポレーション」に社名変更する。
- 1994年4月1日：株式会社西広島タイムスがエル・コーポレーションと合併し、発行元がエル・コーポレーションとなる。タブロイド判に変更される。
- 1996年：公式WEBサイト開設。
- 2001年：大竹市に配布開始。
- 2002年：エル・コーポレーションを「株式会社エル・コ」に社名変更する。
- 2008年2月15日：配達員確保困難のため大竹市への配布終了。
- 2021年：新型コロナウイルス禍の影響で広告収入が激減し、紙媒体での通常刊行が難しくなったことから、同年1月15日号付けで各戸への個別配布を終了し、各種施設へのまとめ置きへ移行する[1]。同年6月公式WEBサイトを「西広島タイムスわくわくプラス」にリニューアルする。同年8月にて紙媒体での発行を休刊とし、Web版に移行する。
- 2023年7月12日：紙媒体での発行を再開。当面は隔月での発行とする。各種施設へのまとめ置きと共に、中国新聞の無料チラシ宅配サービス「くるみる」を使用して配布する[2]。